# Franci Pivec
Franci Pivec, slovenski filozof in sociolog, kulturni delavec, politik, informatik. 22. avgust 1943, Olimje.

## Življenjepis
Rojen 22. avgusta 1943 v Olimju, se je z družino preselil v Celje, kjer je končal osnovno šolo ter 1962 maturiral na gimnaziji. Končal je študij sociologije (B) in filozofije (A)na Filozofski fakulteti Univerze v Ljubljani  ter bil v šestdesetih med organizatorji študentskega gibanja v Sloveniji in Jugoslaviji. Ob okupaciji ČSSR se je sprl s političnim vodstvom. Leta 1969/70 je bil vpoklican v jugoslovansko armado, kjer je končal šolo za rezervne topniške časnike. 1970 se je z družino preselil v Maribor. Sredi osemdesetih se je znova vključil v politiko v skupini t. i. prenoviteljev in bil v Šinigojevi »vladi« »minister« za šolstvo. Bil je tajnik stranke SDP in na prvih volitvah 1990. izvoljen za poslanca. 1993 je odložil politične funkcije. 2001 je magistriral iz informacijskih znanosti na Univerzi v Zagrebu. 2007. se je upokojil in deluje v civilnih organizacijah na področju kulture in informacijske družbe. Za svoj prispevek je prejel več državnih ter drugih odlikovanj in več organizacij ga je izbralo za častnega člana. Z Nino Vidmar (umrla 2005) se je poročil 1965; imata dve hčeri: Polonco in Katarino. Leta 2004 je soustanovil politično društvo Forum 21.

## Službovanje
Redno se je zaposlil 1966 kot upravnik Študentskega naselja v Ljubljani. Dve leti je bil sodelavec Staneta Dolanca, po sporu pa si je poiskal službo v Mariboru, kjer je sodeloval pri nastajanju Univerze Maribor in bil tudi predavatelj filozofije ter v letih 1977-79 prodekan Pedagoške akademije. 1980. je bil izvoljen za glavnega tajnika Univerze v Mariboru, nato ga je Skupščina Slovenije 1984 izvolila za namestnika, dve leti kasneje pa za predsednika Republiškega komiteja za šolstvo (ministra). 1988 je bil izvoljen in zaposlen kot predsednik mestne organizacije ZK, kasneje Stranke demokratične prenove. Bil je poslanec prvega sklica parlamenta ob osamosvojitvi Slovenije, nato pa se je vrnil na mesto glavnega tajnika Univerze v Mariboru, vendar je bil po letu dni odstranjen zaradi »politične nekompatibilnosti«. 1994 je bil sprejet v službo na Institutu informacijskih znanosti v Mariboru, kjer je delal do upokojitve. Izpopolnjeval se je pri UNESCO- IIEP in v programu USIA za upravljanje univerz. Vodil je Svet za visoko šolstvo, ki je pripravil Strategijo visokega šolstva 2011-20. Bil je v vodstvih nacionalnih in mednarodnih strokovnih združenj: FID, IFIP itd..